# Extreme Hearts
Extreme Hearts (ユーレイデコ Ekusutorīmuhātsu?) es una serie de televisión de anime japonesa original dirigida y escrita por Masaki Tsuzuki, la creadora de Magical Girl Lyrical Nanoha y Dog Days, dirigida por Junji Nishimura y animada por Seven Arcs. Su estreno está previsto para julio de 2022.

## Sinopsis
La historia del futuro, es un poco menos que el presente. Los "hiperdeportes", como jugar con artículos de apoyo y equipos extremos, son una competencia de pasatiempos que es popular entre niños y adultos. Yokazu Hayama, una cantante de secundaria que dijo que no tenía nada que ver con los hiperdeportes, contó una historia que desencadenó un encuentro con cierto incidente: "Esta es una historia en la que conocemos a las mejores amigas".

## Personajes
Hiyori Hayama (葉山陽和 Hayama Hiyori?)
Seiyū:Ruriko Noguchi
Saki Kotaka (小鷹咲希 Kotaka Saki?)
Seiyū:Miho Okasaki
Sumika Maehara (前原純華 Maehara Sumika?)
Seiyū:Kana Yūki
Yukino Tachibana (橘雪乃 Tachibana Yukino?)
 Seiyū: Ayaka Fukuhara
Lise Kohinata (小日向理瀬 Kohinata Rise?)
 Seiyū: Ari Ozawa
Hazuki Sakurai (桜井羽月 Sakurai Hatsuki?)
 Seiyū: Rika Abe
Tomo Miyasiro (御社智 Miyasiro Tomo?)
 Seiyū: Saori Ōnishi
Yuriko Suemune (末宗祐里子 Suemune Yuriko?)
 Seiyū: Yō Taichi
Chihiro Honda (本田千尋 Honda Chihiro?)
 Seiyū: Kaede Yuasa
Teena Merkies (ティーナ・メルキース Tīna Merukīsu?)
 Seiyū: Tomomi Mineuchi
QON-N4CX Nono (ノノ Nono?)
 Seiyū: Chinami Hashimoto
Michelle Jaeger (ミシェル・イェーガー Misheru Yēgā?)
 Seiyū: Kana Ichinose
Ashley Vancroft (アシュリー・ヴァンクロフト Ashurī Vankurofuto?)
 Seiyū: Asami Seto

## Producción y lanzamiento
El proyecto original creado por Masaki Tsuzuki se anunció originalmente el 20 de mayo de 2021, y luego se reveló que sería una serie de televisión de anime el 10 de febrero de 2022. Junji Nishimura dirige el anime en Seven Arcs, con Tsuzuki escribiendo los guiones y Effy. componiendo la música. Waki Ikawa proporciona los diseños de personajes originales, mientras que Issei Aragaki adapta los diseños para la animación. Aragaki y Kana Hashidate se desempeñan como directores de animación en jefe, y Shuichi Kawakami y Takuya Fujima redactaron los diseños de los personajes secundarios. La serie se estrenará el 10 de julio de 2022 en Tokyo MX y BS11. El tema de apertura es "Infinite" de Miho Okasaki. Crunchyroll obtuvo la licencia de la serie fuera de Asia.